# Josef Büssemeier
Josef Büssemeier (* 9. Juni 1877 in Sande; † 26. November 1954 in Paderborn) war ein deutscher Kommunalpolitiker und ehrenamtlicher Landrat (CDU).

## Leben und Beruf
Nach dem Besuch der Volksschule absolvierte er eine Ausbildung zum Schmied. Er war anschließend als Schmied, Fabrikarbeiter und Gewerkschaftsangestellter tätig. Er war verheiratet und hatte mehrere Kinder.
Dem Kreistag des Landkreises Paderborn gehörte er vom 25. Oktober 1946 bis zum 8. November 1952 an. Büssemeier war vom 25. Oktober 1946 bis zum 4. November 1948 Landrat des Landkreises Paderborn.